# Кршенкович-Бркович, Драгана
Драгана Кршенкович-Бркович (серб. Dragana Kršenković Brković / Драгана Кршенковић Брковић) — черногорская писательница.

## Биография
Окончила факультет политических наук и факультет драматического искусства. В 1989 году телевидение Белграда показало её пьесу «Vrele kapi» в 1981 году, которая была написана ей для вступительного экзамена.
Во время Югославских войн Драгана Кршенкович-Бркович переехала из Белграда в Подгорицу. Там она со своим мужем Томиславом Брковичем основала кукольный театр «Голубая лагуна». Подробности об этом театре были опубликованы в двуязычной монографии «Кукольный театр „Голубая лагуна“» (Подгорица, 2019).
В 2005—2006 годах была стипендиатом Хьюберта Хамфри по программе обмена Фулбрайта. Целый год Кршенкович-Бркович провела в Вашингтоне. В 2008 году получила грант правительства Австрии для проведения исследований в Грацком университете имени Карла и Франца.
Была приглашённым писателем в жилых программах США (apexart New York City Fellowship, Нью-Йорк, 2014; Writers Omi, Ledig House, Нью-Йорк, 2017), Венгрии (Pecs Writers Program, Печ, 2013) и Австрии (Writers в программе Residence, KulturKontakt Austria, Вена, 2011). Кроме того, принимала участие в 1-м Международном форуме культуры мира женщин-творцов Средиземноморья под эгидой ЮНЕСКО на острове Родос, в Болонской книжной ярмарке, проведённой в Болонье в 2011 году, в 23-й Международной биеннале иллюстрации в Братиславе и других культурных мероприятиях.
Писательница была номинирована на Премию памяти Астрид Линдгрен 10 раз (с 2008 по 2018 год). Два художественных фильма, «Хозентарус» (2018) и «Волшебный ключ» (2020) были сняты Службой общественного вещания Черногории по её одноимённым сказкам,
Её пьесы ставятся во многих странах Балкан. Четыре пьесы Драганы написаны для начальных школ Черногории и Северной Македонии. Книга Кршенкович-Бркович «Джинн озера Манито» была выбрана для вручения премии 2011 года «Белые вороны» в 2011 году Международной молодёжной библиотекой в Мюнхене. Рассказы публиковались во многих международных журналах, таких как Buchkultur, Blesok, Sarajevo Notebook, ARS и прочих. Кршенкович-Бркович опубликовала два романа, два сборника рассказов, один сборник драматических пьес, две монографии и несколько детских книг.

## Работы

#### Художественная литература
- Ателанская игра (хорв. Atelanska igra);
- Потерянная печать (хорв. Izgubljeni pečat);
- Пожар в Александрии (хорв. Vatra u Aleksandriji);
- За невидимой стеной (хорв. Iza nevidljivog zida);
- Дворец Мастера (хорв. Gospodarska palata).

#### Детская литература
- Секрет Секрета (хорв. Tajna jedne Tajne; издана на двух языках);
- Голубая гора (хорв. Modra planina);
- Музыкант с цилиндром и цветком на лацкане (хорв. Muzičar s cilindrom i cvetom na reveru);
- Джинн озера Манито (хорв. Duh Manitog jezera);
- Тайна голубого кристалла (хорв. Tajna plavog kristala).

#### Документальная литература
- Фрагменты: Рекорды литературы (хорв. Fragmenti: Zapisi o književnosti);
- Поэтика непостоянства: Организация времени в «Ранних печалях» Данило Киша (хорв. Poetika prolaznosti: Organizacija vremena u "Ranim jadima" Danila Kiša);
- Онейризм Эдгара Аллана По и экзистенциальная тревога Алисии Острикер (хорв. Onirizam Edgara Alana Poa i egzistencijalni nemir Alise Ostrajker);
- Феминистская ревизия мифологии: разрушение патриархальных моделей женской идентификации в классических сказках (хорв. Feministička revizija mitologije: Razbijanje patrijarhalnih obrazaca identifikacije žene u klasičnim bajkama);
- Забытое путешествие — Следы, запечатлённые в сказках (хорв. Zaboravljeno putovanje - tragovi utisnuti u bajkama).